# Quartier Bollée-Sainte-Croix
Les quartiers Bollée et Sainte-Croix sont des entités géographiques de la ville du Mans. 

## Situation
Ils sont situés à l'est des quartiers du centre-ville et sont de réputation bourgeoise.
Le quartier Bollée est traversé par une des principales artères de l'est de la ville : l'avenue Bollée. Ce quartier est principalement composé de résidences et de commerces de proximité. L'avenue Bollée est un axe majeur pour la circulation au sein de la ville. Elle permet de relier l'Est (Yvré l'évêque, Savigné l'évêque) de l'agglomération au centre-ville. 

## Histoire
Sainte-Croix fut autrefois un village et une paroisse faubourg du Mans. Le quartier est rattaché à la ville en 1855. Les grands bâtiments du quartier sont créés dans la seconde moitié du XIXe siècle. La bourgeoisie mancelle tout particulièrement, entend faire des espaces vierges tout près de la paroisse, de nouveaux hôtels particuliers, alors que les plaines étaient utilisées pour la culture de la vigne, on construit à plein régime de 1830 à 1853. La population passe alors de 722 à 3228 habitants.
C'est là où vécut la famille Bollée grande famille de pionnier de l'automobile. Le quartier comprend pas moins de deux lycées : Sainte-Croix et Saint-Charles et la possibilité d'accéder aux collèges Berthelot, Val d'Huisne et Albert Camus.